# Dicranum griseum
Dicranum griseum là một loài rêu trong họ Dicranaceae. Loài này được Hornsch. Müll. Hal. mô tả khoa học đầu tiên năm 1848.